# بزرگداشت (فیلم ۲۰۲۱)
بزرگداشت (انگلیسی: Respect) فیلم درام موزیکال زندگی‌نامه‌ای آمریکایی سال ۲۰۲۱ به کارگردانی لیزل تامی و نویسندگی تریسی اسکات ویلسون است. این فیلم بر اساس زندگی خواننده آمریکایی آرتا فرانکلین ساخته شده‌است. جنیفر هادسن، فارست ویتاکر، مارلون وینز، آدرا مک‌دانلد، مارک مارون، تایتس برگس و مری جی. بلایژ از بازیگران این فیلم هستند. این فیلم سه دهه اول زندگی فرانکلین را دنبال می‌کند: از تولد به‌عنوان اعجوبه موسیقی در یک خانواده مرفه آفریقایی-آمریکایی، عواقب از دست دادن مادرش در ۱۰ سالگی تا رسیدن او به شهرت بین‌المللی، در حالی که ازدواجی نامناسب را تحمل می‌کند.
پس از تأخیر و تعویق زیاد به‌دلیل دنیاگیری کووید-۱۹، بزرگداشت در ۸ اوت ۲۰۲۱ در لس آنجلس به نمایش درآمد و در ۱۳ اوت ۲۰۲۱ توسط یونایتد آرتیستس در ایالات متحده اکران شد. این فیلم در سایر مناطق توسط یونیورسال پیکچرز عرضه شد. این فیلم نقدهای عموماً مثبتی از سوی منتقدان دریافت کرد که از اجراها، طراحی صحنه و لباس تمجید شد اما فیلم‌نامه و مدت زمان آن مورد انتقاد قرار گرفت.

## بازیگران
- جنیفر هادسون در نقش آرتا فرانکلین[۸]
  - اسکای داکوتا ترنر در نقش آرتا فرانکلین جوان
- فارست ویتاکر در نقش سی‌ال فرانکلین
- مارلون ویانز در نقش تد وایت
- آودرا مک دونالد در نقش باربارا سیگرز فرانکلین
- مارک مارون در نقش جری وکسلر
- تیتوس برگس در نقش جیمز کلیولند
- سیکان سنگبلو در نقش ارما فرانکلین
- هایلی کیلگور در نقش کارولین فرانکلین
- تیت دونووان در نقش جان هاموند
- مری جی. بلیژ در نقش دینا واشینگتن
- هدر هدلی در نقش کلارا وارد
- لودریک دی کالینز در نقش اسموکی رابینسون[۹]

## تولید

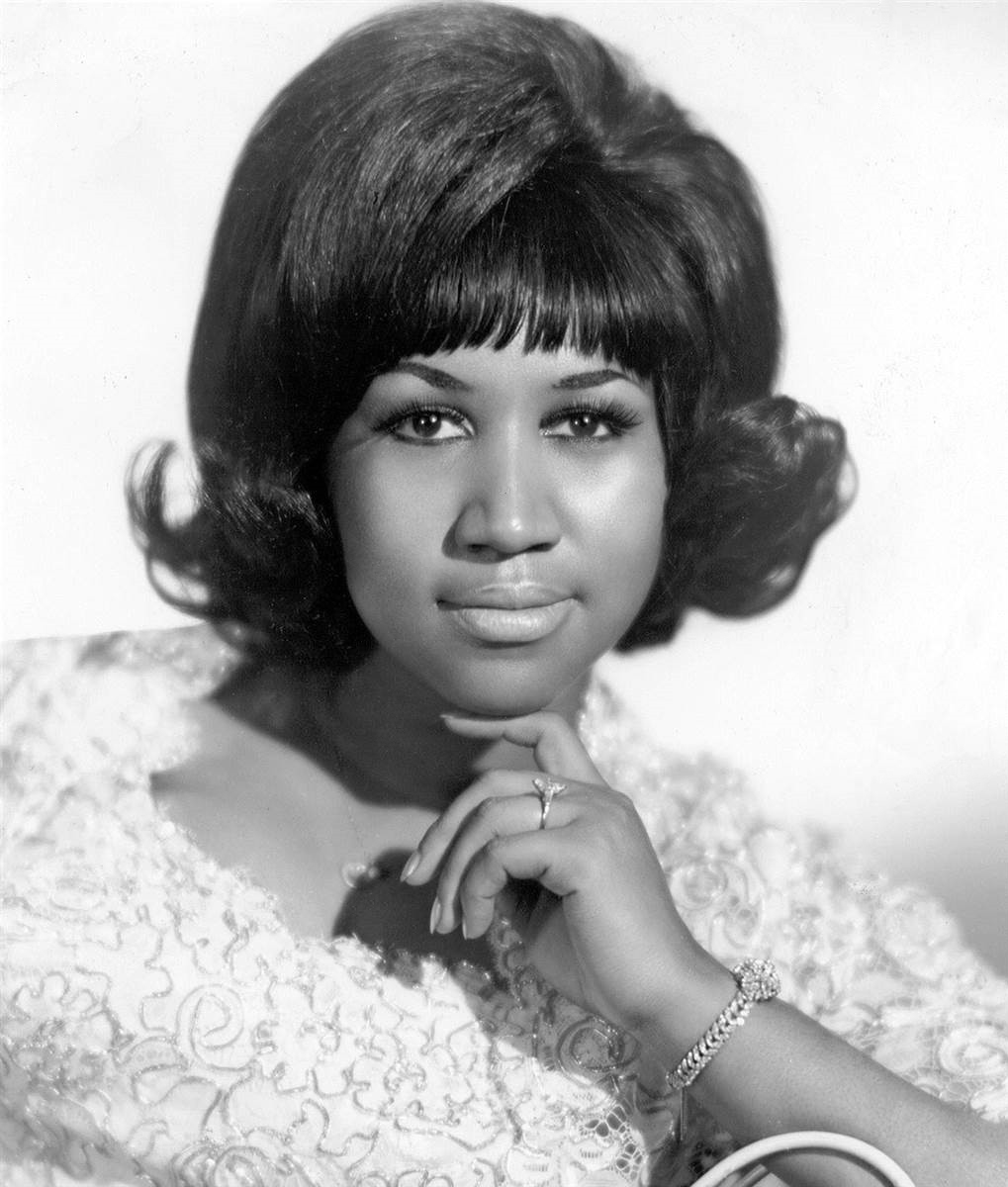
تصويري از آرتا فرانكلين در سال ۱۹۶۸

این پروژه مدتها در دست توسعه بود و جنیفر هادسون قرار بود نقش آرتا فرانکلین را بازی کند. خود فرانکلین تا زمان مرگ در ۱۶ اوت ۲۰۱۸ درگیر توسعه بود. در ژانویه ۲۰۱۹، لیزل تامی قرار بود این فیلم را کارگردانی کند. بقیه بازیگران از جمله فارست ویتاکر، مارلون ویانز، آودرا مک دونالد و مری جی در اکتبر ۲۰۱۹ اضافه شدند.
ام‌جی‌ام در یک معامله تخته سنگی ژوئن ۲۰۱۹، برون خلاق را به عنوان یک شرکت تأمین مالی و تهیه‌کننده به این فیلم اضافه کرد. فیلمبرداری در آتلانتا، جورجیا در تاریخ ۲ سپتامبر ۲۰۱۹ آغاز شد و در ۱۵ فوریه سال ۲۰۲۰ به پایان رسید. جاناتان گلیکمن، رئیس گروه میشن پیکچر ام‌جی‌ام، در تاریخ ۱ فوریه سال ۲۰۲۰ با یک معامله نگاه اول از این شرکت، از این شرکت خارج شد.

## اکران
بزرگداشت در ۱۳ اوت ۲۰۲۱ به صورت سینمایی در ایالات متحده منتشر شد. این فیلم در ابتدا قرار بود که در ۲۵ دسامبر ۲۰۲۰ و ۱۵ ژانویه ۲۰۲۱ اکران شود. تاریخ انتشار قبلی نیز شامل ۱۴ اوت و ۹ اکتبر ۲۰۲۰ و ۱۵ ژانویه ۲۰۲۱ بود.